# Oedalea tibialis
Oedalea tibialis is een vliegensoort uit de familie van de Hybotidae. De wetenschappelijke naam van de soort is voor het eerst geldig gepubliceerd in 1827 door Macquart.